# Nico Morast
Nico Morast (* 1985 in Bretten) ist ein deutscher Politiker (CDU). Seit 2024 ist er Oberbürgermeister von Bretten. Zuvor war er von 2011 bis 2024 Bürgermeister von Massenbachhausen.

## Leben
Morast besuchte die Grundschule im Oberderdingener Stadtteil Großvillars. 2005 legte er das Abitur am Melanchthon-Gymnasium Bretten ab. Von 2006 bis 2009 absolvierte er ein duales Studium der Öffentlichen Wirtschaft an der Dualen Hochschule Baden-Württemberg Mannheim in Kooperation mit der Stadtverwaltung Stutensee. Er schloss das Studium mit dem Bachelor of Arts ab. Von September 2009 bis Januar 2011 war er als Verwaltungsfachangestellter bei der Stadtverwaltung Bretten tätig.
Morast ist evangelisch, verheiratet und hat zwei Kinder.

## Politik
Morast ist Mitglied der CDU. Von 2004 bis 2011 war er Mitglied des Ortschaftsrats von Großvillars. Von 2009 bis 2011 war er zusätzlich Mitglied des Gemeinderats von Oberderdingen.
Morast wurde am 31. Oktober 2010 mit 70 Prozent der Stimmen zum Bürgermeister von Massenbachhausen gewählt. Er trat das Amt am 1. Februar 2011 an. Am 11. November 2018 wurde er mit 94,2 Prozent der Stimmen für eine zweite Amtszeit wiedergewählt.
Seit 2014 ist Morast Mitglied des Kreistags des Landkreises Heilbronn, seit 2019 als Vorsitzender der CDU-Fraktion. Seit 2019 ist er zudem Mitglied der Verbandsversammlung des Regionalverbands Heilbronn-Franken.
Am 7. Juli 2024 wurde Morast mit 65,57 Prozent der Stimmen zum Oberbürgermeister von Bretten gewählt. Er folgte Martin Wolff nach und trat das Amt am 1. Oktober 2024 an.